# Larry McCaffery

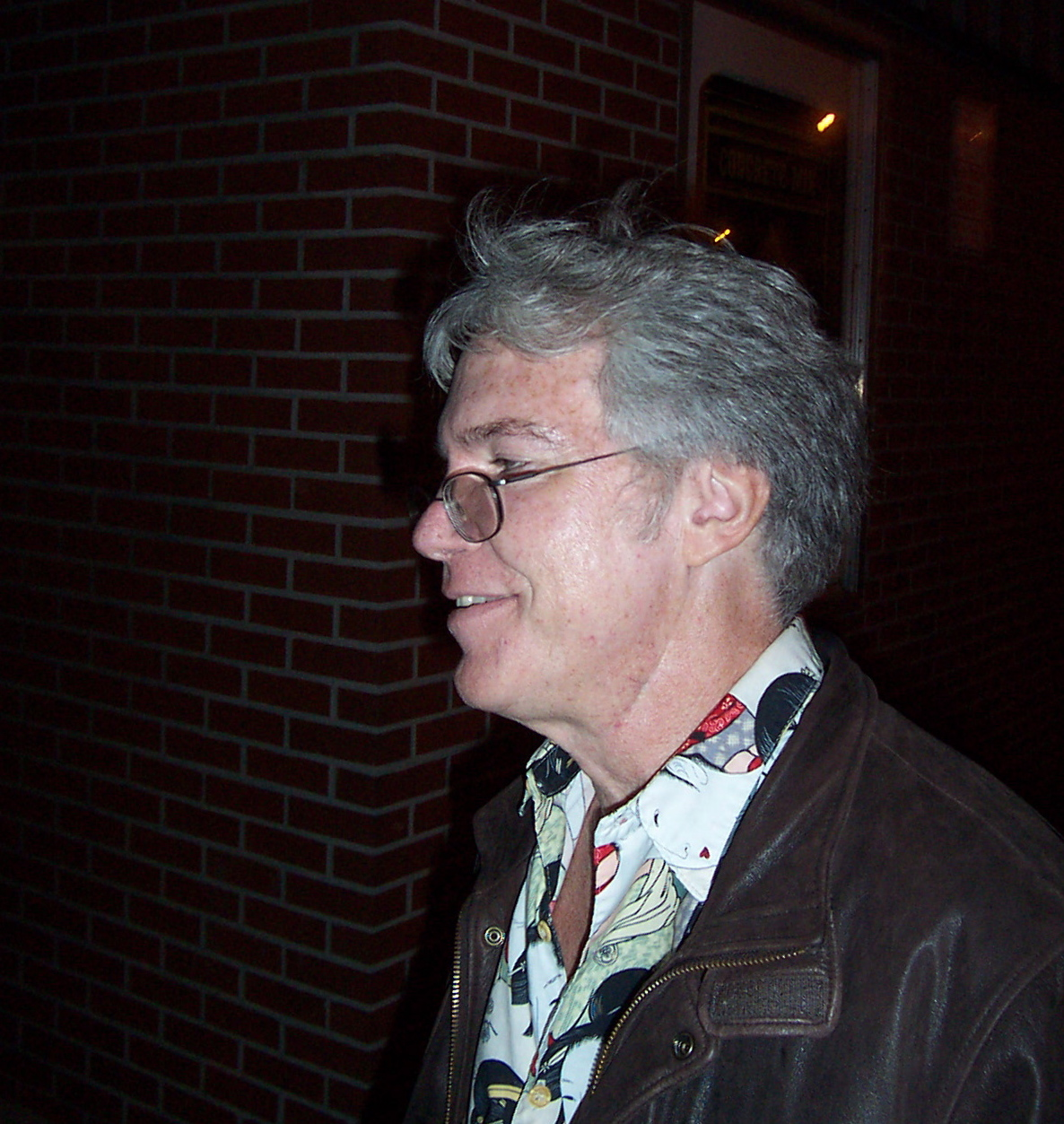
Larry McCaffery

Lawrence F. „Larry" McCaffery Jr. (n. 13 mai 1946, Dallas, Texas) este un critic literar, editor și profesor pensionat de engleză și literatură comparată la Universitatea de Stat din San Diego.